# Veliki Guber
Veliki Guber (en serbe cyrillique : Велики Губер) est un village de Bosnie-Herzégovine. Il est situé dans la municipalité de Livno, dans le canton 10 et dans la fédération de Bosnie-et-Herzégovine. Selon les premiers résultats du recensement bosnien de 2013, il compte 665 habitants.

## Démographie

### Évolution historique de la population
| 1948 | 1953 | 1961 | 1971 | 1981 | 1991 | 2013 |
| ---- | ---- | ---- | ---- | ---- | ---- | ---- |
| -    | -    | 956  | 909  | 878  | 867  | 665  |

|  |

### Communauté locale
En 1991, Veliki Guber faisait partie de la communauté locale de Guber qui comptait 2 308 habitants, répartis de la manière suivante :